# Ineos
Ineos är ett brittiskt multinationellt företag som består av 36 fristående bolag som verkar inom kemiska- och petroleumindustrierna. De tillverkar och säljer bland annat biobränsle, klorin, lösningsmedel, petroleumprodukter, plast och olika sorters värmeisoleringar. Företaget är världens största producent av aceton, akrylnitril och fenol. De verkar också med att ta upp och utvinna petroleum ur oljeskiffer. Ineos är verksamma i 32 länder världen över.

## Historik
Företaget har sitt ursprung från 1992 när Sir Jim Ratcliffe, som då arbetade för det amerikanska riskkapitalbolaget Advent International, och Dr. John Hollowood, entreprenör inom den kemiska industrin, grundade Inspec (International Specialty Chemicals) i syfte att förvärva en kemisk anläggning tillhörande British Petroleum i grevskapet Kent för 40 miljoner brittiska pund. Affären var finansierad till stor del av Advent. År 1994 blev Inspec ett publikt aktiebolag och var då värderad till 136 miljoner pund. År 1997 lämnade Ratcliffe Inspec men behöll sin aktieandel, året efter såldes Inspec till Laporte plc för 600 miljoner pund, Ratcliffe kunde inkassera 28 miljoner pund från affären. Samma år köpte Ratcliffe loss den kemiska anläggningen Inspec Ethylene Oxide and Specialties (Ineos) i belgiska Antwerpen från Laporte för 91 miljoner pund med hjälp av de pengar han fick när Laporte köpte Inspec och med hjälp av andra investerare. År 1999 betalade man 505 miljoner pund för Imperial Chemical Industries verksamhet inom polymetylmetakrylat. I oktober 2005 gjorde man sitt största förvärv när man förvärvade BP:s Innovene, som höll på med bland annat raffinering av petroleum och framställan av alken, för nio miljarder amerikanska dollar. I slutet av juni 2020 förvärvade man även BP:s petrokemiska verksamheter för fem miljarder dollar.
År 2016 grundade Ineos biltillverkaren Ineos Automotive för att tillverka terrängfordonet Ineos Grenadier. Året efter förvärvade Ineos också Belstaff, som tillverkar exklusiva motorcykelkläder.

## Sport
De äger även sportlagen FC Lausanne-Sport (fotboll), Ineos Grenadiers (cykelsport), OGC Nice (fotboll) samt 33% av Mercedes Grand Prix (motorsport). Ineos hade också investerat upp till 110 miljoner pund i seglingslaget Ineos Team UK (tidigare Ineos Team GB), som leddes av Sir Ben Ainslie, och skulle försöka kvala in till 2021 års America's Cup. Investeringen var den största brittiska satsningen i America's Cups historia. I slutet av december 2023 köpte Ineos 25% av den engelska fotbollsklubben Manchester United FC för omkring 1,3 miljarder pund.

## Delägare
Ineos ägs av styrelseordförande Sir Jim Ratcliffe (60%), verkställande direktören Andy Currie (20%) och finansdirektören John Reece (20%).